# هایکو، شعر ژاپنی
هایکو، شعر ژاپنی 
نام کتابی است که توسط ع. پاشایی و احمد شاملو در تشریح و توصیف گونه ژاپنی اشعار هایکو؛ گردآوری، ترجمه و چاپ شده‌است. شاملو در مقدمه‌ای که در سال ۱۳۵۷ بر این کتاب نوشت، کتاب را حاصل چهار و پنج سال همکاری با دوست دیرین خود، پاشایی؛ و بخش اعظم این تفحص را ماحصل تلاش او دانست. او نقش خود را بیشتر در واگردانی و تطبیق اشعار ژاپنی با درک ادبی مخاطبان فارسی زبان و انطباق روح ترجمه اشعار با سنت شاعرانگی ایرانی بیان کرده.

گردآورندگان در سال ۱۳۵۲ برای تدوین این کتاب دو هزار هایکو را از متون انگلیسی ترجمه کردند و کتاب نخستین بار در سال ۱۳۶۱ چاپ شده‌است. شاملو دربارهٔ ترجمه این آثار می گوید: 

 درترجمه این اشعار به زبان فارسی گرفتاری چندانی نداشتیم. هایکو ساده است و بی‌نیاز از پیرایه‌های زبانی و تعقیدها، ایهام و مداخله امکانات گوناگون دستوری و صوتی ... به عنوان مقایسه باید گفت شعر فارسی در بافت کلام است که متجلی می‌شود، اما در هایکوی ژاپنی نقش تعیین‌کننده مستقیماً بر عهده اشیاء است، و کلام در آن نقش رابطه را بازی می‌کند . اینجا شعر عرضه‌داشت جان انسان و جهان در امکانات و ظرایف زبان نیست، بلکه به یک تعبیر؛ هایکو یک راه ، یک وجه زندگی و یک دین است.
این کتاب در سال ۱۳۸۴ توسط پاشایی بازنویسی شد و تا سال ۱۳۹۱ با عنوان «هایکو؛ شعر ژاپنی از آغاز تا امروز» در ۳۹۸ صفحه به چاپ هشتم خود رسید .